# كثرة الوحيدات العدوائية
كثرة الوحيدات العدائية  أو كثرة الوحيدات الخمجية (بالإنجليزية: Infectious Mononucleosis)‏ (يعرف أيضاً بعدة أسماء أخرى مثل مرض فايفر (Pfeiffer's Disease) ومرض فايلاتوف H أو الحمى الغددية؛ وبالعامية داء التقبيل؛ بسبب انتقاله من شخص لآخر عبر إفرازات الفم وفي بعض الدول بالحمى الغدية) هو داءٌ خمجي معدي فيروسي منتشر يسببه فيروس إبشتاين-بار (EBV) وهو من فيروسات الهربس والذي تعرض له أكثر من 90% من الكبار. تعرض معظمهم له أثناء مرحلة الطفولة بدون أن يُظهر المرض أي أعراض أو يظهر كنزلة برد بسيطة فقط. في الدول النامية يتعرض الأشخاص للفيروس في طفولتهم المبكرة أكثر مما يحدث في الدول المتقدمة؛ ولهذا فإن المرض بأعراضه الظاهرة منتشر أكثر في الدول المتقدمة. المرض أكثر انتشارا ًبين المراهقين والشباب. وفي هاتين المرحلتين بالذات يتميز المرض بارتفاع درجة الحرارة والتهاب الحلق والتعب والخمول العام مع عدة أعراض أخرى محتملة. يشخص المرض بداية بملاحظة هذه الأعراض لكن يمكن التأكد من هذا التخمين بعدة اختبارات تشخيصية.
عام 1887 عزى نيل فايلاتوف هذه المجموعة من الأعراض المتلازمة إلى سبب معدٍ. وكذلك فعل فايفر عام 1889.

## الأعراض والعلامات المرضية
تشمل الأعراض والعلامات الكلاسيكية للمرض ما يلي:
1. ارتفاع الحرارة = الحمى: تشاهد في جميع الحالات وتتراوح ما بين طفيفة إلى شديدة.
2. التهاب البلعوم: ويرافقه ظهور بقع بيضاء على اللوزتين والجدار الخلفي للبلعوم.
3. تضخم العقد اللمفاوية: وتحديداً المجموعة الخلفية (القذالية) من العقد اللمفاوية في الرقبة.
4. الوهن والخمول الجسدي العام.

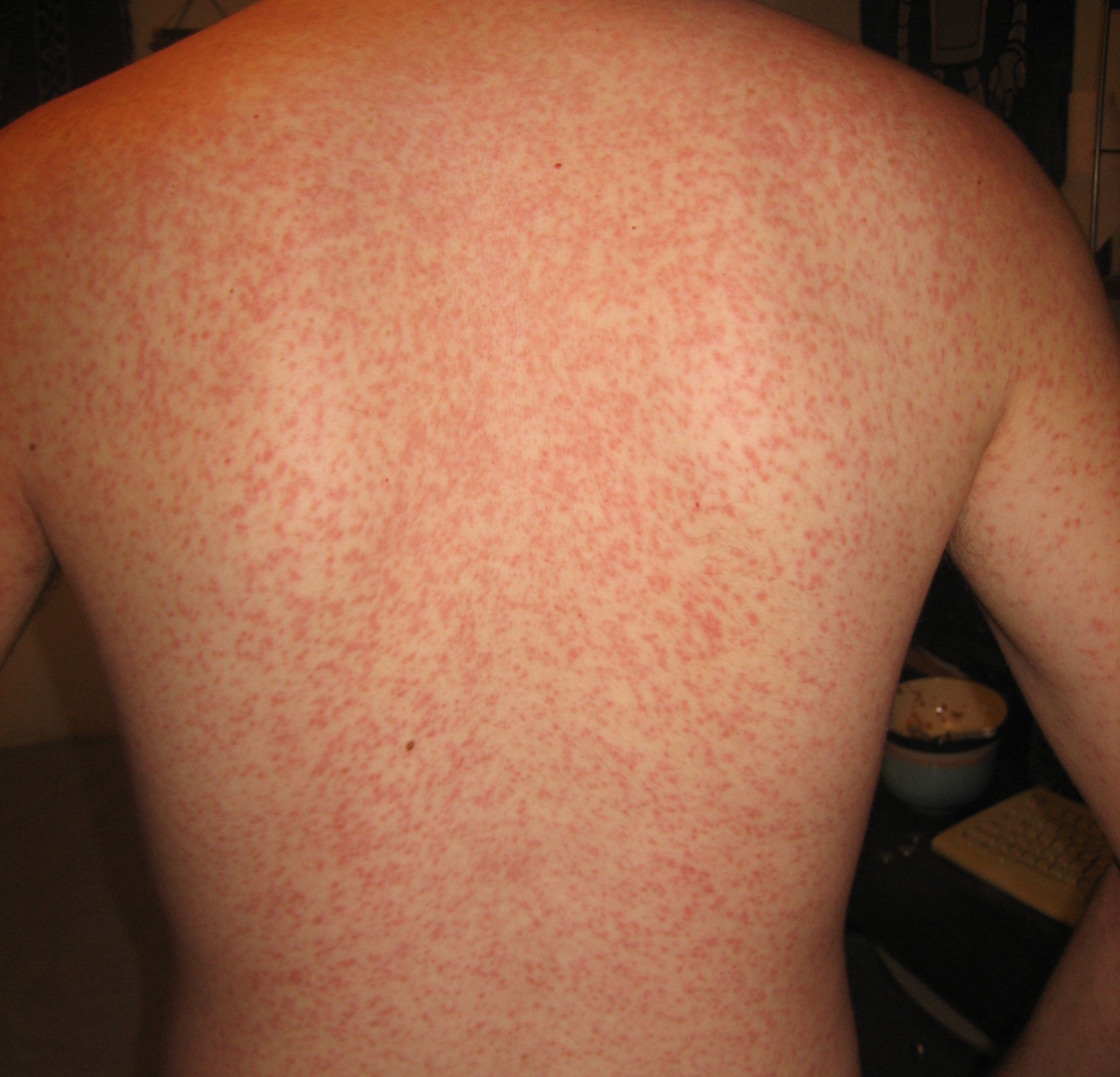
الطفح الجلدي الذي يظهر عند استخدام المضاد الحيوي أمبسيلين أثناء الإصابة بكثرة الوحيدات العدائية.كما

 يمكن أن تصاحبها بعض من الأعراض الأخرى مثل: الكسل الذهني، وتضخم الطحال و/أو الكبد مما قد يؤدي لانفتاقهما، ونزيف نمشي، وآلام بطنية، وفقدان للشهية، واكتئاب، وإسهال، وصعوبة بالبلع، وسعال جاف، تقل احتمالية ظهور التهاب البلعوم وتضخم العقد اللمفاوية لدى كبار السن ولكنهم أكثر عرضة لتضخم الكبد والصفاري. تشمل الأعراض الأكثر ندرة للمرض انخفاض عدد الصفائح الدموية مع أو بدون نقصان في خلايا الدموية الأخرى، وتضخم أو نزيف في الطحال، والتهاب الرئة وطفح جلدي يعرف بالحمامى عديدة الأشكال يتصاحب المرض أحيانا بمرض مناعي ذاتي ثانوي تتكون فيه أجسام مضادة تهاجم كريات الدم الحمراء مسببة فقر دم تحللي. أحياناً يشخص المصابون بكثرة الوحيدات العدائية خطأ على أنهم مصابون بالتهاب البلعوم الجرثومي لتوفر الثلاثية التقليدية المكونة من الحمى والتهاب البلعوم وتضخم العقد اللمفاوية ويعالجون بوصف مضاد حيوي كالأمبسيلين. تشير بعض الدراسات إلى أنه حوالي 80-90% من هؤلاء يظهر عليهم طفح جلدي أحمر منتشر.

## الفيسيولوجية المرضية
يتسبب فيروس ابشتاين بار في حدوث مرض كثيرة الوحيدات العدائية لكن ذات الحالة قد تحدث بسبب العدوى بالفيروس المضخم للخلايا (Cytomegalovirus) لكن عندها ستكون نتيجة البحث عن الأجسام المضادة الغيروية سلبية. ولهذا السبب تذكر بعض المصادر أن مسبب المرض هو فيروس ابشتاين بار فقط.
ينتقل الفيروس عبر اللعاب وتبلغ مدة الحضانة من4-7 أسابيع. بينما تستمر الأعراض لفترة تبلغ 2-3 أسابيع فيما عدا الوهن العام الذي يستمر لفترة أطول. لا يزال الأطباء والباحثون غير متأكدين من الفترة التي يظل خلالها المصاب معدياً بعد اختفاء الأعراض، لكن يعتقد بشكل عام أن الشخص يظل معدياً لعدة شهور وأظهرت بعض الدراسات أنها 18 شهراً.
يبدأ الفيروس بالتكاثر في الخلايا الطلائية في البلعوم أولاً وهذا ما يتسبب بالتهاب المنطقة وآلام الحلق. بعد ذلك تصبح الخلايا اللمفاوية مقر التكاثر الأساسي له. يتمكن الفيروس من اقتحام هذه الخلايا عبر المستقبلات من نوع CD21. يتكون رد الجسم المناعي ضد المرض من المهاجمة الخلوية المباشرة بواسطة الخلايا اللمفاوية تاء التي تحتوي على المستقبلات من نوع CD8. ضد الخلايا اللمفاوية التي يتكاثر الفيروس بداخلها وهذا ما يتسبب في وجود خلايا لمفاوية كبيرة غير نمطية. وتملك هذه الخلايا غير النمطية كمية كبيرة من المادة السيتوبلازمية تتركز في الأطراف مشكلة منظر تنورة راقصة الباليه وتصبح هذه الخلايا مشابهة للخلايا الوحيدة ومن هنا اتخذ المرض اسمه. حين تكون الإصابة بالفيروس حديثة وحادة فقط تنتج الأجسام المضادة الغيروية ولا يحدث هذا مع الحالات المزمنة.

## التشخيص
إن أكثر الاختبارات استخداماً في التشخيص هو وجود 50% من الخلايا اللمفاوية مع ما لا يقل عن 10% من الخلايا اللمفاوية غير النمطية حيث تكون كبيرة وغير منتظمة النواة. تزامنا مع ارتفاع في درجة حرارة المصاب,، والتهاب البلعوم وتضخم في الغدد اللمفاوية. إلا أنه يجب التأكد من ذلك عن طريق إجراء تحليل يعتمد على علم الأمصال. بالرغم من وجود الاختبارات التأكيدية التي تثبت الإصابة بالمرض إلا أنه يجب الاشتباه به عن طريق ملاحظة الأعراض والعلامات قبل معرفة نتائج فحص الدم أو المصل. هذه المقاييس مجتمعة تعتبر نوعية ولكنها غير حساسة وهي أكثر فائدة في الأبحاث من التشخيص السريري. نصف أولئك الذين يعانون من أعراض المرض مع نتيجة إيجابية لوجود الأجسام المضادة الغيروية فقط تنطبق عليهم المعايير كاملة. الإجراء الرئيسي في تشخيص المرض هو القدرة على التفريق بين كثرة الوحيدة العدائية والأمراض المشابهة له جداً.
الدراسات حول كثرة الوحيدات العدائية في وحدات الرعاية الصحية قليلة، إلا أن من أفضلها دراسة أجريت على 700 مريض,، 15 مريضا منهم فقط شخصوا بواسطة إيجاد الأجسام المضادة الغيروية,، فملاحظة الأعراض والعلامات السريرية أكثر فائدة في تشخيص هذا المرض، ويعد تضخم الطحال وتضخم الغدد اللمفاوية العنقية الخلفية والإبطية والأريبة الأكثر فائدة من بين الأعراض والعلامات لاشتباه المرض. ومن ناحية أخرى فإن غياب تضخم الغدد اللمفاوية العنقية الخلفية أو غياب الوهن والتعب يعد أكثر ما يساعد على استبعاد المرض كتشخيص صحيح للحالة. يمكننا أن نستبعد فكرة الإصابة بكثرة الوحيدات العدائية في حال غياب تضخم الغدد في عنق الرحم ووجود تعب كتشخيص صحيح. ولايستخدم غياب تضخم الطحال كدليل ضد التشخيص بكثرة الوحيدات العدائية نظرا لعدم حساسية الفحص السريري لاكتشاف هذا التضخم.
في الماضي كان اختبار وجود الأجسام المضادة الغيروية هو الأكثر شيوعاً لتشخيص المرض ويشمل البحث عن أجسام مضادة تتفاعل مع كريات الدم الحمراء في خنازير غينيا والأغنام والخيول. كما في المعايير السابق ذكرها، ، فإن هذا الاختبار متخصص ونوعي ولكنه ليس ذا حساسية حيث يصل معدل الخطأ في الحكم بالسلبية إلى 25% في الأسبوع الأول، 5-10% في الأسبوع الثاني، و5% في الأسبوع الثالث، 90% من المرضى لديهم الأجسام المضادة في الأسبوع الثالث، وتختفي في خلال عام. الأجسام المضادة التي نتحدث عنها في الفحص لا تتفاعل مع فيروس الابشتاين بار أو مولدات المضادات (الأنتيجين) الخاصة به، مؤخرا تم تطوير الكثير من الفحوصات التشخيصية الحساسة مثل اختبارات الكشف عن الجسم المضاد المناعي (ج) والجسم المضاد المناعي (م)، وفي حالة كانت نتيجة وجود الجسم المضاد المناعي (ج) إيجابيا فإن ذلك دليل على حدوث إصابة سابقة في الماضي، بينما إذا تواجد الجسم المضاد المناعي (م) فإنه يدل على وجود إصابة حالية. النتيجة السلبية للفحص أكثر دقة من غيره من الاختبارات في استبعاد الإصابة بالمرض، ولكن درجة الحساسية للنتيجة الإيجابية لهذا الفحص قريبة جدا من نتيجة الفحص بوجود الأجسام المضادة الغيروية. ولذلك فإن هذا الفحص أكثر ما ينفع لدى المرضى الذين يعانون من أعراض المرض ولكن نتيجة فحص الأجسام المضادة الغيروية لهم كانت سلبية.
هناك اختبار آخر يبحث عن الأنتيجين النووي لفيروس ابشتاين بار ولكنه لا يصبح إيجابيا إلا بعد عدة أسابيع من حدوث المرض ويفيد عند ظهور أعراض المرض للتفريق فيما إذا كانت هذه الأعراض نتجت من إصابة حديثة أم سابقة بالفيروس. ارتفاع مستوى إنزيمات الكبد دليل آخر على وجود مرض كثرة الوحيدات العدائية حيث يحدث ذلك في 50% من المرضى.

### التشخيص التفريقي
عند الاشتباه بالإصابة بكثرة الوحيدات العدائية علينا أن نشتبه أيضا في الإصابة بالفيروس المضخم للخلايا أو طفيل المقوسة الغندية فهذه الأمراض تتشابه جدا في أعراضها وعلاماتها السريرية. لا يكون التفريق بين الإصابة بفيروس ابشتاين بار أو المضخم للخلايا مفيدا أو مهما نظرا لأن التعامل معهم وخطة العلاج متشابهة كما أنه قد لا يكون ممكنا أحيانا. عند اشتباه الإصابة لدى امرأة حامل فإن التفريق بين العدوى الفيروسية من العدوى الطفيلية بالمقوسة الغندية له بالغ الأثر على الجنين. أعراض الإصابة بفيروس نقص المناعة البشرية قد تتشابه أيضاً مع كثرة الوحيدات العدائية فيجب أن تجرى الفحوصات التفريقية بينهما إذا كانت المريضة حامل لذات السبب الذي دعانا لذلك في حالة الاشتباه مع المقوسة الغندية.
ابيضاض الدم والتهاب اللوزتين والدفتيريا والزكام والانفلونزا من الحالات الأخرى التي يجب أن تفرق عن كثرة الوحيدات العدائية.

## العلاج

### الرعاية الذاتية
غالباً لا تحتاج الإصابة بكثرة الوحيدات العدائية إلى علاج سوى التخفيف الأعراض حيث يتوجب على المريض الالتزام بالراحة خلال بداية فترة المرض الحادة، ويجب عليه استعادة حركته ونشاطه إذا اختفت أعراض المرض الحادة. ولكن يجب اجتناب النشاط البدني الكثيف وكذلك ممارسة الرياضة للتقليل من خطر الإصابة بتمزق الطحال وذلك لمدة شهر على الأقل منذ بدء الإصابة حتى يعود حجم الطحال إلى حجمه الطبيعي كما يتحدد ذلك بالتصوير بالموجات فوق الصوتية.

### العلاج بالدواء
من الأدوية التي يتم استخدامها لعلاج الألم والحرارة ما يعرف بالأسيتامينوفين أو الباراسيتامول (acetaminophen/paracetamol)، وكذلك مضادات الالتهاب التي لا تحتوي على ستيرويد (non-steroidal anti-inflammatory drugs)، وكذلك دواء البردينسون (prednisone) الذي هو عبارة عن كورتيكوستيرويد (corticosteroids) وكثيراً ما يستعمل كمضاد للالتهاب للتقليل من أعراض ألم البلعوم أو الألم أثناء البلع وكذلك انتفاخ اللوزتين، مع أن استخدامه ما زال مختلفاً عليه نظراً لفوائده المحدودة ووجود الأعراض الجانبية. أما الحقن الوريدي للكورتيكوستيرويد فلا يوصى به في الاستخدام الروتيني، مع أنه قد يكون مفيداً إذا كان هناك خطر الإصابة بانسداد مجرى الهواء أو قلة الصفيحات الدموية أو وجود فقر الدم الانحلالي.
كما ظهر حالياً بأن الدواء المضاد للفيروسات فالسيكلوفير (valacyclovir) يقلل أو حتى يزيل وجود فيروس الإبشتاين بار في الأشخاص الذي أصيبوا بالعدوى الحادة لكثرة الوحيدات العدائية، ومما يؤدي كذلك إلى انخفاض كبير في شدة الأعراض.
وفيما يختص بالمضادات الحيوية فإنه لا يتم المعالجة بها لأنها غير فعّآلة ضد الفيروسات، بل يمنع استخدام بعض المضادات الحيوية كالأمبسيلين والمضاد المشتق منه الأموكسيلين حتى ولو كان الشخص مصاباً بعدوى بكتيرية مصاحبة للعدوى الفيروسية كثرة الوحيدات العدائية، وذلك لأن استخدامها يؤدي لطفح جلدي لدى 99% من الحالات. في حالات قليلة مضاعفة يصاب الشخص بالبكتريا العقدية في الحلق واللوزتين في نفس الوقت. وهنا يجب المعالجة بالبنسيلين أو أي مضاد حيوي آخر غير الأمبسيلين والأموكسيلين. وبالنسبة للمسكنات الأفيونية (Opioid analgesics) فإنها لا تستخدم كذلك نظراً لخطرها في تثبيط الجهاز التنفسي.

## مآل المرض
المضاعفات الخطيرة نادرة وتحدث لأقل من 5% من الحالات :
1. الجهاز العصبي المركزي: التهاب السحايا، التهاب الدماغ، الشلل النصفي، متلازمة غيلان باريه، التهاب النخاع المعترض. كما اقترح أنه قد تكون عدوى فيروس ابشتاين بار إحدى عوامل الخطر لتطور مرض التصلب اللويحي المتعدد[31] ولكنه لم يتأكد بعد.
2. الدم: فقر الدم الانحلالي (اختبار كومبس المباشر يعطي نتيجة إيجابية)، وندرة خلايا الدم المختلفة والنزيف الناتج عن ندرة الصفيحات الدموية.
3. يرقان خفيف.
4. التهاب الكبد (نادر).
5. انسداد المجرى الهوائي العلوي (تضخم اللوزتين) (نادر).
6. الحالات المرضية المفاجئة بتطور خاطف (لدى المرضى ذوي المناعة المنخفضة) (نادرة)
7. تمزق الطحال (نادر)
8. التهاب العضلة القلبية والتهاب التامور (نادر)

بمجرد أن تختفي الأعراض الحادة المصاحبة للإصابة الأولية فإنها لن تعود مرة أخرى، ولكن ما إن يصاب المريض بالعدوى فإنه سيظل حاملاً للفيروس طوال حياته. يعيش الفيروس عادة في سبات في الخلايا الليمفاوية باء. لا يعاني المريض عادة إلا من أعراض قليلة وبسيطة من هذه العدوى الكامنة في الخلايا إن حصل ذلك. لكن في ظل الضغوطات البيئية المحيطة بحامل العدوى يمكن أن يتنشط الفيروس مؤدياً إلى شكاوى جسدية غامضة أو غير بادية الأعراض وخلال هذه المرحلة يمكن أن ينتشر الفيروس للآخرين، مثل هذه النشاطات ففيروس لأعراض المصاحبة لها قد تسبب العديد من أمراض المناعة الذاتية مثل الذئبة الحمراء، التهاب المفاصل الروماتويدي، تناذر سجوجرن، متلازمة أضداد الفوسفوليبيد والتصلب المتعدد. مثل هذه التحفيزات المناعية المزمنة قد تؤدي إلى أنواع متعددة من السرطانات خاصة سرطان الغدد الليمفاوية، أقوى أنواع السرطانات المرافقة لفيروس أبشتاين بار سرطان البلعوم، أورام بوركيت الليمفية وأورام هاجكينز اللمفية. يتحمل فيروس أبشتاين بار مسؤولية زيادة مساحة التعرض لأمراض المناعة الذاتية والسرطانات المرتبطة بها من الإصابة الأساسية المتمثلة في الخلايا اللمفاوية باء (الخلايا الأولية المنتجة للأجسام المضادة في الجهاز المناعي) والقدرة على تغيير كلا من انتشار الخلايا الليمفاوية وإنتاجها للأجسام المضادة.